# Уденио, Фабиана
Фабиана Уденио (итал. Fabiana Udenio, род. 21 декабря 1964 года, Буэнос-Айрес, Аргентина) — итало-аргентинская актриса и секс-символ кино и телевидения. Фабиана наиболее известна по роли Элотты Фагины (пародия на девушку Джеймса Бонда) в фильме «Остин Пауэрс: Международный человек-загадка».

## Биография
Фабиана Уденио родилась в Буэнос-Айресе и переехала в Италию, где в возрасте 13 лет получила корону «Miss Teen Italy». Роли Фабианы включают самые разнообразные амплуа, фильм «Летняя школа» (1987), об итальянских студентах, где она исполнила роль Анна-Марии Мазарелли или роль Sunblock 5000 Woman в фантастическом экшене «Робокоп 2» (1990), в фильме ужасов Невеста реаниматора (1990) в роли журналистки Франчески Денелли, Элотты Фагины в фильме «Остин Пауэрс: Международный человек-загадка» (1997), Дон На в фильме «Крестный сын» (1998).
Её роли телевидения включают Джульетту на канале ABC в мыльной опере «Одна жизнь, чтобы жить» (1985—1986), а также участие в научно-фантастических фильмах 90-х, телесериалах «Вавилон-5» в роли Адиры Тайри и «Амазония» в роли Пиа Клэр.
Она появлялась в качестве гостя на многих телевизионных шоу, включая «Полный дом», «Кошмары Фредди», «Квантовый скачок», «Смертельная битва: Завоевание», «Чирс», «Без ума от тебя», «Крылья» и «Великолепная семерка». С 2009 по 2011 год она снималась в «Беверли-Хиллз, 90210: Новое поколение».

## Избранная фильмография
| Год       |   | Русское название                            | Оригинальное название                       | Роль                 |
| --------- | - | ------------------------------------------- | ------------------------------------------- | -------------------- |
| 1978      | ф | Отель «Цветок страсти»                      | Leidenschaftliche Blümchen                  | Джина                |
| 1986      | ф | Летняя школа                                | Summer School                               | Анна-Мария Мазарелли |
| 1990      | ф | Робокоп 2                                   | RoboCop 2                                   | женщина из Sunblock  |
| 1994      | ф | Армейские приключения                       | In the army now                             | Габриелла            |
| 1994—1998 | с | Вавилон-5                                   | Babylon 5                                   | Адира Тайри          |
| 1997      | ф | Остин Пауэрс: Международный человек-загадка | Austin Powers: International Man of Mystery | Элотта Фагина        |
| 1999      | с | Смертельная битва: Завоевание               | Mortal Kombat: Conquest                     | Крия                 |
| 1999      | с | Амазония (телесериал)                       | Amazon                                      | Пиа Клэр             |
| 2005      | с | Зоуи 101                                    | Zoey 101                                    | Моник                |
| 2008      | с | C.S.I.: Место преступления Майами           | CSI: Miami                                  | Аманда Раваро        |
| 2008—2011 | с | Беверли-Хиллз, 90210: Новое поколение       | 90210                                       | Этуса Ширази         |
| 2015—2016 | с | Девственница Джейн                          | Jane the Virgin                             | Елена ди Нола        |

## Личная жизнь
Дважды была замужем. От брака с продюсером Робертом МакЛеодом есть сын Эдриан, родившийся в 2006 году. После четырёх лет совместной жизни Фабиана подала на развод 5 февраля 2009 года, по причине непримиримых разногласий.